# Michaela Pavlatova
Michaela Pavlátová, née le 27 février 1961, est une réalisatrice, scénariste, actrice et enseignante tchèque. Avec ses films d’animation multi-primés dans des festivals du monde entier, elle incarne la renaissance du cinéma d’animation tchèque à la fin du XXe siècle et début du XXIe siècle.

## Biographie
Née en février 1961 à Prague,, Pavlátová étudie l'architecture et le design à l'École des arts appliqués de cette ville dont elle sort diplômée en 1987.
Son premier film d'animation, Etuda Z Alba, sort en 1987. Comme nombre de ses films ultérieurs, il est consacré à une relation de couple (perturbée). Dès son troisième court métrage d'animation sorti en 1991, Řeči, řeči, řeči … (ce qui signifie parole, parole, parole  en tchèque), elle connaît un succès mondial,. Ce film d'animation remporte le Grand Prix et le Prix du public au 6e Festival international du film de Stuttgart, est nommé troisième meilleur court métrage au Festival du film de Seattle aux États-Unis, obtient le premier prix au Festival mondial d'animation de Montecatini-Terme et reçoit un diplôme d'honneur au Festival international du film de Cracovie. Au Festival des films du monde de Montréal en 1991, le film remporte le grand prix du film d'animation. Řeči, řeči, řeči ... est en outre nommé aux Oscars en 1993 dans la catégorie Meilleur court métrage d'animation. Le court métrage Repete, sorti en 1995, qui montre le quotidien routinier de trois couples représentés à l'aide de couleurs, est également remarqué. Il reçoit l'Ours d'or du meilleur court métrage à la Berlinale en 1995. En étroite collaboration avec Pavel Koutecký, Michaela Pavlátová crée aussi le film Až navěky, sorti en 1998.
De 1998 à 2002, Michaela Pavlátová vit à Prague et à San Francisco, où elle enseigne notamment l'animation à l'Academy of Art College et crée des animations publicitaires pour la société WildBrain. En 2002, elle revient définitivement à Prague. Un an plus tard, elle réalise son premier long-métrage en prises de vues réelles, Jeux infidèles, ainsi que son deuxième long-métrage, Enfants de la nuit, en 2008. À partir de 2004, elle travaille avec Vratislav Hlavatý sur le film d'animation Carnaval des animaux, qui sort en 2006. Elle le qualifie de « fantaisie musicale, érotique, animée ». En 2012 sort son court-métrage d'animation Tram sur une conductrice de tramway « en mal d'amour ». Tram  est programmé au Festival international du film de Cannes 2012 et reçoit aussi le Cristal d'Annecy au Festival d'animation d'Annecy 2012. En 2013, il est présélectionné pour un Oscar dans la catégorie Meilleur court métrage d'animation. Un autre de ses films d’animation, sorti en 2021, Ma famille afghane,, est nommé pour le Golden Globe Award du meilleur long métrage d'animation, et reçoit le prix du jury au Festival du film d’animation d’Annecy 2021.
Les critiques ont écrit que les films de Michaela Pavlátová séduisent le public grâce à « l'humour, l'ironie, les couleurs fortes et les idées étonnantes », mais qu'ils le font en même temps « réfléchir à la dynamique des relations de couple, à l'institution familiale et à la difficile tâche de vivre en société ».
Michaela Pavlátová  est également actrice dans quelques films, comme Sur la ligne, film tchèque réalisé par Andrea Sedláčková, sorti en mars 2014 sur les écrans tchèques.
Michaela Pavlátová vit à Prague. En 2018, elle est nommée à l'Academy of Motion Picture Arts and Sciences, qui décerne chaque année les Oscars.

## Principales distinctions reçues
- Reci, Reci, Reci, ... est nommé pour l'Oscar 1992 du meilleur court métrage d'animation[5].

- Pour son court métrage d'animation Repete, elle reçoit l'Ours d'or, le prix spécial du jury à Annecy et le Grand prix du Festival international du film d'animation d'Hiroshima[10],[11].

- Elle remporte le Cristal Annecy en 2012 pour son court métrage Tram qui est également nommé aux Oscars[12].

- Son film de 2021, Ma famille afghane, est nommé pour le Golden Globe Award du meilleur long métrage d'animation[13].

## Filmographie (extrait)

### Films d'animation
- 1991 : Reci, Reci, Reci (Les mots, les mots, les mots)[5] [14]
- 1995 : Repete
- 1996 : Ça pourrait être moi
- 2006 : Carnaval des animaux
- 2012 : Tram
- 2014 : Mario et le magicien
- 2021 : Ma famille afghane

### Films en prises de vue réelles
- 1999 : Histoires de Prague
- 2003 : Jeux infidèles
- 2008 : Les Enfants de la nuit